# بافل ألكسندروف
بافل سيرغييفيتش ألكسندروف (بالروسية: Па́вел Серге́евич Алекса́ндров) هو عالم رياضيات روسي.
كتب حوالي ثلاثمائة مقالة مساهما بشكل مهم في نظرية المجموعات والطوبولوجيا.
في الطوبولوجيا، سميت طوبولوجيا ألكسندروف هكذا نسبة إليه.

## روابط خارجية
- بافل ألكسندروف على موقع الموسوعة البريطانية (الإنجليزية)